# San Clemente Sasebas
San Clemente Sasebas (oficialmente y en catalán Sant Climent Sescebes) es un municipio español de la comarca del Alto Ampurdán en la provincia de Gerona, comunidad autónoma de Cataluña. 
Su término limita al norte con La Junquera y está en el valle de la riera de l'Anyet. Tiene numerosas fuentes de aguas medicinales e itinerarios megalíticos importantes, con el menhir de la Murtra; normalmente los menhirs tenían la función del marcaje de una necrópolis o territorio, parece que el de la Murtra servía como punto de reunión social.

## Entidades de población
- San Clemente Sasebas
- Ullastre
- Vilartolí
- Base Militar "General Álvarez de Castro"

## Demografía
San Clemente Sasebas cuenta con una población de 675 habitantes (INE 2024).
| Gráfica de evolución demográfica de San Clemente Sasebas entre 1842 y 2021                                          |
| |
| Población de derecho según los censos de población del INE Población de hecho según los censos de población del INE |

| 1497 | 1515 | 1553 | 1717 | 1787 | 1857 | 1877 | 1887 | 1900 |
| ---- | ---- | ---- | ---- | ---- | ---- | ---- | ---- | ---- |
| 39   | —    | 22   | 159  | 447  | 832  | 918  | 872  | 790  |

| 1910 | 1920 | 1930 | 1940 | 1950 | 1960 | 1970 | 1981 | 1990 |
| ---- | ---- | ---- | ---- | ---- | ---- | ---- | ---- | ---- |
| 867  | 793  | 673  | 629  | 631  | 729  | 915  | 1456 | 469  |

| 1992 | 1994 | 1996 | 1998 | 2000 | 2002 | 2004 | 2006 | — |
| ---- | ---- | ---- | ---- | ---- | ---- | ---- | ---- | - |
| 430  | 424  | 398  | 428  | 404  | 416  | 453  | 482  | — |

## Economía
Tiene agricultura de secano con viña y olivos. Sus vinos son de la denominación de origen del Ampurdán-Costa Brava. Existe un centro de formación militar de los más importantes en Cataluña, que ha dado al pueblo una fuente de ingresos en cuanto a establecimientos de servicios.

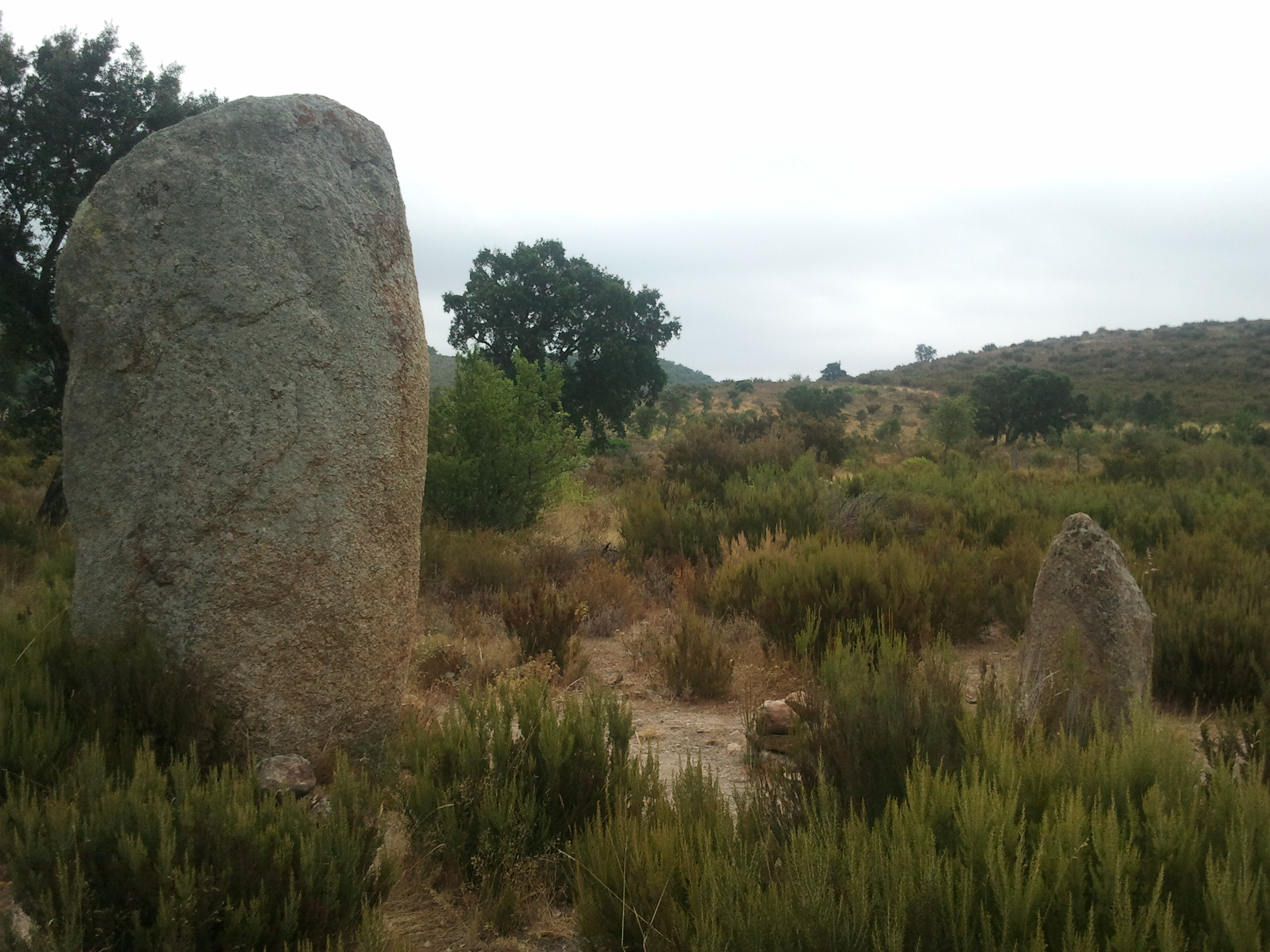
Menhir de la Murtra

## Lugares de interés
- Iglesia parroquial de San Clemente. Siglo XVII, construida sobre otra documentada del año 882.
- Restos de la antigua muralla
- Puente Viejo sobre l'Anyet. Siglo XV-XVI
- Dolmen de la Gutina, Prat Tancat, la Cabana Arqueta, etc.
- Menhir de la Murtra. 3500 - 3000 a. C.
- Menhir de Vilartolí